# Selenops pygmaeus
Selenops pygmaeus là một loài nhện trong họ Selenopidae.
Loài này thuộc chi Selenops. Selenops pygmaeus được P. L. G. Benoit miêu tả năm 1975.